# 嬰兒哭鬧
嬰兒哭鬧（英語：Baby colic）也稱為嬰兒腸絞痛，定義為嬰兒每天哭超過三小時，每週超過三天，持續三週以上，但其他方面都正常的情形，一般會發生在晚上。嬰兒哭鬧一般不會造成長期的問題，不過會造成家長挫折、產婦的产后抑郁症、較常需要就醫、甚至有可能使得家長虐待兒童。
目前還不確定嬰兒哭鬧的原因，有人認為是因為像肠痉挛之類的腸胃不適所造成，診斷時需要先排除其他可能的原因。有關症狀包括發燒、無活力或是腹部肿胀。在異常哭闹的嬰兒中，有潛在器質性疾病的只有不到5%。
有關嬰兒哭鬧的治療多半都很保守，藥物或是替代療法的效果都不大。對父母的額外支持可能會有幫助根據暫時性的證據，可能可以用益生菌，若是母親哺乳的嬰兒，母親也可以改吃低过敏原飲食，若是喝配方奶的嬰兒，可以改喝水解蛋白奶粉。
有10%到40%的兒童曾出現過嬰兒哭鬧的情形，最常出現在出生六週後，大約在六個月後症狀就會減退。很少會持續到一歲以後，男孩及女孩出現的比例相當，在1954年時，首次有對此症狀的詳細醫學描述。

## 外部連結
- 中的“嬰兒哭鬧”